# Walberto Caicedo
Walberto Caicedo (n. Guayaquil, Ecuador; 21 de agosto de 1992) es un futbolista ecuatoriano. Juega de delantero y su equipo actual es 9 de Octubre de la Serie B de Ecuador.

## Trayectoria

### Inicios
Walberto Caicedo inició su carrera como futbolista en las divisiones inferiores de Club Sport Emelec, luego pasó cedido a la Liga de Quevedo donde logró debutar.

### Ferroviarios
En el 2012 jugó 6 meses para Ferroviarios de Durán, y retornó al Emelec, en el 2015 termina su contrato con los azules.

### Guayaquil Sport
Ficha para el Guayaquil Sport Club equipo con el que destaca siendo el goleador con 12 tantos en 17 encuentros.

### Metalac Gornji
Para el 2016 ficha en calidad de préstamo para el Metalac Gornji de la SuperLiga Serbia.

### Deportivo Anzoátegui
En 2018 fichó por Deportivo Anzoátegui de la Primera División de Venezuela.

### 9 de Octubre
Desde 2019 se desempeña para 9 de Octubre Fútbol Club. Con el equipo octubrino logró dos ascensos de forma consecutiva, en 2019 de Segunda Categoría a Serie B y en 2020 de Serie B a Serie A; en 2021 fue parte del equipo que clasificó a la Copa Sudamericana 2022, en el regreso del club a torneos internacionales.

## Estadísticas

### Clubes
Actualizado al último partido disputado el 30 de octubre de 2024.
| Club                             | Div.          | Temporada     | Liga  | Liga  | Copas nacionales | Copas nacionales | Copas internacionales | Copas internacionales | Total | Total |
| Club                             | Div.          | Temporada     | Part. | Goles | Part.            | Goles            | Part.                 | Goles                 | Part. | Goles |
| -------------------------------- | ------------- | ------------- | ----- | ----- | ---------------- | ---------------- | --------------------- | --------------------- | ----- | ----- |
| Emelec · Ecuador                 | 1.ª           | 2010          | 0     | 0     | Inexistentes     | Inexistentes     | —                     | —                     | 0     | 0     |
| Emelec · Ecuador                 | 1.ª           | 2011          | 0     | 0     | Inexistentes     | Inexistentes     | —                     | —                     | 0     | 0     |
| LDU Quevedo · Ecuador            | 3.ª           | 2011          | 13    | 11    | Inexistentes     | Inexistentes     | Inexistentes          | Inexistentes          | 13    | 11    |
| LDU Quevedo · Ecuador            | Total club    | Total club    | 13    | 11    | 0                | 0                | 0                     | 0                     | 13    | 11    |
| Ferroviarios · Ecuador           | 2.ª           | 2012          | 3     | 0     | Inexistentes     | Inexistentes     | Inexistentes          | Inexistentes          | 3     | 0     |
| Ferroviarios · Ecuador           | Total club    | Total club    | 3     | 0     | 0                | 0                | 0                     | 0                     | 3     | 0     |
| Emelec · Ecuador                 | 1.ª           | 2012          | 0     | 0     | Inexistentes     | Inexistentes     | —                     | —                     | 0     | 0     |
| Emelec · Ecuador                 | 1.ª           | 2013          | 0     | 0     | Inexistentes     | Inexistentes     | —                     | —                     | 0     | 0     |
| Emelec · Ecuador                 | 1.ª           | 2014          | 0     | 0     | Inexistentes     | Inexistentes     | —                     | —                     | 0     | 0     |
| Emelec · Ecuador                 | 1.ª           | 2015          | 0     | 0     | Inexistentes     | Inexistentes     | —                     | —                     | 0     | 0     |
| Emelec · Ecuador                 | Total club    | Total club    | 0     | 0     | 0                | 0                | 0                     | 0                     | 0     | 0     |
| Guayaquil Sport · Ecuador        | 3.ª           | 2015          | 18    | 12    | Inexistentes     | Inexistentes     | Inexistentes          | Inexistentes          | 18    | 12    |
| Guayaquil Sport · Ecuador        | Total club    | Total club    | 18    | 12    | 0                | 0                | 0                     | 0                     | 18    | 12    |
| Metalac Gornji Serbia            | 1.ª           | 2015-16       | 15    | 5     | —                | —                | —                     | —                     | 15    | 5     |
| Metalac Gornji Serbia            | 1.ª           | 2016-17       | 21    | 2     | —                | —                | —                     | —                     | 21    | 2     |
| Metalac Gornji Serbia            | Total club    | Total club    | 36    | 7     | 0                | 0                | 0                     | 0                     | 36    | 7     |
| Guayaquil City · Ecuador         | 1.ª           | 2017          | 4     | 0     | Inexistentes     | Inexistentes     | Inexistentes          | Inexistentes          | 4     | 0     |
| Deportivo Anzoátegui · Venezuela | 1.ª           | 2018          | 5     | 0     | —                | —                | —                     | —                     | 5     | 0     |
| Deportivo Anzoátegui · Venezuela | Total club    | Total club    | 5     | 0     | 0                | 0                | 0                     | 0                     | 5     | 0     |
| Guayaquil City · Ecuador         | 1.ª           | 2018          | 8     | 0     | Inexistentes     | Inexistentes     | Inexistentes          | Inexistentes          | 8     | 0     |
| Guayaquil City · Ecuador         | Total club    | Total club    | 12    | 0     | 0                | 0                | 0                     | 0                     | 12    | 0     |
| 9 de Octubre · Ecuador           | 3.ª           | 2019          | 27    | 32    | —                | —                | Inexistentes          | Inexistentes          | 27    | 32    |
| 9 de Octubre · Ecuador           | 2.ª           | 2020          | 17    | 7     | —                | —                | Inexistentes          | Inexistentes          | 17    | 7     |
| 9 de Octubre · Ecuador           | 1.ª           | 2021          | 15    | 3     | 1                | 0                | Inexistentes          | Inexistentes          | 16    | 3     |
| 9 de Octubre · Ecuador           | 1.ª           | 2022          | 24    | 1     | 7                | 3                | 7                     | 1                     | 38    | 5     |
| Sport Boys · Perú                | 1.ª           | 2023          | 6     | 0     | 0                | 0                | —                     | —                     | 6     | 0     |
| Sport Boys · Perú                | Total club    | Total club    | 6     | 0     | 0                | 0                | 0                     | 0                     | 6     | 0     |
| Libertad F. C. · Ecuador         | 1.ª           | 2023          | 9     | 1     | 0                | 0                | —                     | —                     | 9     | 1     |
| Libertad F. C. · Ecuador         | Total club    | Total club    | 9     | 1     | 0                | 0                | 0                     | 0                     | 9     | 1     |
| 9 de Octubre · Ecuador           | 2.ª           | 2024          | 33    | 10    | 0                | 0                | —                     | —                     | 33    | 10    |
| 9 de Octubre · Ecuador           | Total club    | Total club    | 116   | 53    | 8                | 3                | 7                     | 1                     | 131   | 57    |
| Total carrera                    | Total carrera | Total carrera | 218   | 84    | 8                | 3                | 7                     | 1                     | 233   | 88    |
| 1. 2.                            |               |               |       |       |                  |                  |                       |                       |       |       |

## Palmarés

### Campeonatos nacionales
| Título             | Club         | Año  |
| ------------------ | ------------ | ---- |
| Serie A de Ecuador | Emelec       | 2014 |
| Serie B de Ecuador | 9 de Octubre | 2020 |